# Ангіосаркома
Ангіосаркома — це злоякісне новоутворення клітин ендотелію, які вистилають стінки кровоносних судин. Ангіосаркома, що походить з кровоносних судин, класифікується як гемангіосаркома або з лімфатичних судин як лімфангіосаркома.

## Етіологія
Розвиток ангіосаркоми пов'язують з дією токсичних речовин. Ангіосаркома печінки була помічена у робітників, які зазнали впливу хлористого газу вініл мономера протягом тривалих періодів під час роботи з полівінілхлоридом. Ангіосаркома також була виявлена в осіб, які зазнали впливу миш'яку, що містить інсектициди й Торотраст. У собак гемангіосаркома є відносно поширеним захворюванням, особливо у великих порід, таких як золотисті ретривери й лабрадори-ретривери.